# Voortent
De voortent is dat gedeelte van een tent dat niet gebruikt wordt om te slapen. Ook bij een caravan kan een uitbouw worden geplaatst, die ook voortent wordt genoemd.
Een tent bestaat meestal uit een buiten- en een binnentent. Als de buitentent aanmerkelijk meer ruimte beslaat dan de binnentent en wel zodanig dat men er zich kan ophouden, dan wordt dit gedeelte de voortent genoemd. De voortent wordt gebruikt als opslagruimte en als ruimte om in te zitten als het bijvoorbeeld regent.
De voortent van een caravan wordt eveneens gebruikt om in te zitten, met name als men beschut buiten de caravan wil zitten, bijvoorbeeld bij felle zon of bij regen.